# الاخراف (ذي السفال)

تعديل مصدري - تعديل

الاخراف محلة تابعة لقرية المطاحن، التابعة لعزلة الاشراف بمديرية ذي السفال إحدى مديريات محافظة إب في الجمهورية اليمنية، بلغ تعداد سكانها 187 حسب تعداد اليمن لعام 2004.